# Marín Club de Fútbol
El Marín Club de Fútbol es un equipo de fútbol español del municipio gallego de Marín, en la provincia de Pontevedra. Fue fundado en 1948 y milita en la  primera Galicia

## Historia
Se fundó en 1948. En 1952 fue subcampeón de España de aficionados. También ganó la Copa Galicia en 1961.

## Datos del club
- Temporadas en 1.ª: 0
- Temporadas en 2.ª: 0
- Temporadas en 2ªB: 0
- Temporadas en 3.ª: 9
- Mejor puesto en liga: 7º (3.ª, temporada 1960/61)

### Historial por temporadas
| Temporada | Nivel | Categoría   | Puesto |
| --------- | ----- | ----------- | ------ |
| 1948/49   | 4     | Serie A     | 6º     |
| 1949/50   | 4     | Serie A     | 1º     |
| 1950/51   | 4     | Serie A     | 2º     |
| 1951/52   | 4     | Serie A     | 2º     |
| 1952/53   | 3     | 3.ª         | 16º    |
| 1953/54   | 3     | 3.ª         | 18º    |
| 1954/55   | 3     | 3º          | 3º     |
| 1955/56   | 4     | Serie A     | 1º     |
| 1956/57   | 3     | 3.ª         | 17º    |
| 1957/58   | 4     | Serie A     | 6º     |
| 1958/59   | 4     | Serie A     | 10º    |
| 1959/60   | 4     | Serie A     | 1º     |
| 1960/61   | 3     | 3.ª         | 7º     |
| 1961/62   | 3     | 3.ª         | 14º    |
| 1962/63   | 3     | 3.ª         | 12º    |
| 1963/64   | 3     | 3.ª         | 16º    |
| 1964/65   | 4     | Serie A     | 7º     |
| 1965/66   | 4     | Serie A     | 10º    |
| 1966/67   | 4     | Serie A     | 6º     |
| 1967/68   | 4     | Serie A     | 10º    |
| 1968/69   | 4     | Serie A     | 8º     |
| 1969/70   | 4     | Serie A     | 4º     |
| 1970/71   | 4     | Serie A     | 12º    |
| 1971/72   | 4     | Serie A     | 19º    |
| 1972/73   | 5     | 1ª Comarcal | 6º     |

| Temporada | Nivel | Categoría   | Puesto |
| --------- | ----- | ----------- | ------ |
| 1973/74   | 5     | 1ª Comarcal | 1º     |
| 1974/75   | 5     | 1ª Comarcal | 10º    |
| 1975/76   | 5     | 1ª Comarcal | 11º    |
| 1976/77   | 6     | 2ª Comarcal | 4º     |
| 1977/78   | 7     | 2ª Comarcal | 3º     |
| 1978/79   | 7     | 2ª Regional | 2º     |
| 1979/80   | 7     | 2ª Regional | 3º     |
| 1980/81   | 6     | 1ª Regional | 10º    |
| 1981/82   | 6     | 1ª Regional | 1º     |
| 1982/83   | 5     | Preferente  | 7º     |
| 1983/84   | 5     | Preferente  | 5º     |
| 1984/85   | 5     | Preferente  | 2º     |
| 1985/86   | 4     | 3ª          | 18º    |
| 1986/87   | 5     | Preferente  | 14º    |
| 1987/88   | 5     | Preferente  | 16º    |
| 1988/89   | 5     | Preferente  | 7º     |
| 1989/90   | 5     | Preferente  | 9º     |
| 1990/91   | 5     | Preferente  | 13º    |
| 1991/92   | 5     | Preferente  | 8º     |
| 1992/93   | 5     | Preferente  | 19º    |
| 1993/94   | 6     | 1ª Regional | 12º    |
| 1994/95   | 6     | 1ª Regional | 11º    |
| 1995/96   | 6     | 1ª Regional | 8º     |
| 1996/97   | 6     | 1ª Regional | 10º    |
| 1997/98   | 6     | 1ª Regional | 1º     |

| Temporada | Nivel | Categoría     | Puesto |
| --------- | ----- | ------------- | ------ |
| 1998/99   | 5     | Preferente    | 17º    |
| 1999/00   | 6     | 1ª Regional   | 1º     |
| 2000/01   | 5     | Preferente    | 3º     |
| 2001/02   | 5     | Preferente    | 8º     |
| 2002/03   | 5     | Preferente    | 18º    |
| 2003/04   | 6     | 1ª Regional   | 9º     |
| 2004/05   | 6     | 1ª Regional   | 3º     |
| 2005/06   | 6     | 1ª Regional   | 10º    |
| 2006/07   | 6     | 1ª Autonómica | 9º     |
| 2007/08   | 6     | 1ª Autonómica | 1º     |
| 2008/09   | 5     | Preferente    | 13º    |
| 2009/10   | 5     | Preferente    | 15º    |
| 2010/11   | 5     | Preferente    | 11º    |
| 2011/12   | 5     | Preferente    | 10º    |
| 2012/13   | 5     | Preferente    | 19º    |
| 2013/14   | 6     | 1ª Autonómica | 8º     |
| 2014/15   | 6     | 1ª Autonómica | 17º    |
| 2015/16   | 7     | 2ª Autonómica | 9º     |
| 2016/17   | 7     | 2ª Galicia    | 13º    |
| 2017/18   | 7     | 2ª Galicia    | 12º    |
| 2018/19   | 7     | 2ª Galicia    | 9º     |
| 2019/20   | 7     | 2ª Galicia    | 6º     |
| 2020/21   |       | no compitió   |        |
| 2021/22   | 8     | 2ª Galicia    | 10º    |

## Palmarés
- Copa Galicia (1): 1961
- Serie A (3): 1949-50, 1955-56, 1959-60